# Elizabeth Hardwick (scrittrice)
Elizabeth Bruce Hardwick (Lexington, 27 luglio 1916 – New York, 2 dicembre 2007) è stata una critica letteraria e scrittrice statunitense, una delle fondatrici del The New York Review of Books.

## Biografia
Elizabeth Hardwick nacque a Lexington (Kentucky) in una famiglia numerosa di religione protestante. Suo padre Eugene Allen Hardwick era un imprenditore di impianti termoidraulici; sua madre Mary Ramsey professava idee politiche di sinistra, tendenza che anche Elizabeth seguì nel corso della sua vita. Elizabeth Hardwick studiò lettere all'Università del Kentucky e conseguì la laurea di primo livello nel 1938. L'anno successivo si iscrisse alla Columbia University di New York con l'intento di conseguire la laurea magistrale. A New York Elizabeth Hardwick cominciò a frequentare ambienti artistici e intellettuali di avanguardia (Billie Holiday, Mary McCarthy), collaborò alle pagine culturali di Partisan Review e nel 1941 interruppe gli studi universitari per dedicarsi alla scrittura, in particolare alla narrativa. 
Nel 1949 Elizabeth Hardwick sposò Robert Lowell, il poeta fondatore della poesia confessionale, vincitore per due volte del Premio Pulitzer per la poesia, sofferente tuttavia di frequenti disturbi depressivi. La coppia trascorrerà diversi periodi in Europa. Nel 1954 si stabilì a Boston dove, nel 1957, nascerà la loro figlia Harriet. Nel 1960 la famiglia Lowell ritornò a Manhattan ed Elizabeth iniziò a curare un'edizione delle lettere di William James che fu pubblicata l'anno successivo. Elizabeth e Robert Lowell divorzieranno nel 1972.
Oltre a numerosi articoli e ai volumi di critica letteraria , Elizabeth Hardwick ha dato grandi contributi nel campo della critica letteraria. Nel 1959 pubblicò su Harper's Magazine "The Decline of Book Reviewing", una dura critica alle modalità con cui si effettuavano le recensioni librarie nei periodici dell'epoca . Nel 1962 contribuì alla fondazione del The New York Review of Books assieme al proprio marito Robert Lowell, a Robert B. Silvers, a Jason e Barbara Epstein. 
Nel 1996 fu accolta nell'American Academy of Arts and Sciences

## Opere
Narrativa
- (EN) The Ghostly Lover, London, Virago, 1945.
- (EN) The Simple Truth, New York, Harcourt, Brace and Co., 1955.
- (EN) Sleepless Nights, New York, Random House, 1979, ISBN 0394505271.. In lingua italiana: Notti insonni, traduzione di Claudia Durastanti, Milano, Blackie, 2021, ISBN 978-88-313-2113-6.

Saggistica
- (EN) A view of my own : essays in litterature and society, New York, Farrar, Straus and Cudahy, 1962.
- (EN) Seduction and betrayal : women and literature, London, Weidenfeld and Nicolson, 1974, ISBN 0297768573.
- (EN) Bartleby in Manhattan, New York, Random House Inc, 1983, ISBN 0394528808.
- (EN) Sight-Readings: American Fictions, New York, Random House Inc, 1989, ISBN 0375501274.
- (EN) Herman Melville, New York, Viking, 2000, ISBN 0670891584.

Cura
- (EN) William James, The selected letters of W. James, edited with an introduction by E. Hardwick, Boston, Godine, 1961.

Epistolario
- (EN) Elizabeth Hardwick e Robert Lowell, The Dolphin Letters, 1970-1979: Elizabeth Hardwick, Robert Lowell, and Their Circle, edited with an introduction by E. Hardwick, New York, Farrar Straus & Giroux, 2021, ISBN 978-0374539153.

## Premi e riconoscimenti
- 1947: Guggenheim Fellowship[16].
- 1967: George Jean Nathan Award for Dramatic Criticism [17]
- 1975: finalista al National Book Award per la saggistica con Seduction and Betrayal: Women and Literature[18]
- 1980: Nomina per il National Book Critics Circle Award
- 1993: Gold Medal (Belles Lettres and Criticism) della American Academy of Arts and Letters[19]
- 1995: Ivan Sandrof Life Achievement Award[20]
- 2000: Clifton Fadiman Medal for Excellence in Fiction [21]